# Mejholmen, Pyttis
Mejholmen, finska: Meiholma, är en ö i Finland. Den ligger i Finska viken och i kommunen Pyttis i den ekonomiska regionen  Kotka-Fredrikshamn i landskapet Kymmenedalen, i den södra delen av landet. Ön ligger nära Kotka och omkring 100 kilometer öster om Helsingfors.
Öns area är 2 hektar och dess största längd är 310 meter i sydöst-nordvästlig riktning. I omgivningarna runt Mejholmen växer i huvudsak blandskog.